# Eugen Schauman
Eugen Schauman (10. května 1875, Charkov – 16. června 1904, Helsinky) byl finský nacionalista a úředník Senátu, který v roce 1904 spáchal úspěšný atentát na carského generálního guvernéra Finského velkoknížectví, Nikolaje Ivanoviče Bobrikova. Poté, co na guvernéra třikrát vystřelil z pistole, se sám zastřelil. Bobrikov zemřel krátce poté v nemocnici.
Schaumanův skutek je ve Finsku posuzován různě. Jelikož Bobrikov byl hlavním představitelem rusifikace a stupňujícího se útlaku Finů a Švédů ze strany carského aparátu (dalo by se říci, že představoval radikála i v rámci politického křídla prosazujícího rusifikaci a omezení finské autonomie), je Schauman řadou lidí, zejména nacionalisticky orientovaných, považován za národního hrdinu, který se obětoval na oltář vlasti. Tento náhled není jednoznačný – např. finský premiér Matti Vanhanen označil Schaumana v roce 2004 za teroristu a jeho čin odsoudil. Na druhé straně v anketě Velcí Finové z prosince 2004 byl Schauman zvolen mezi 100 největších Finů (celkově skončil na 34. místě).